# Phaeocyma
Phaeocyma là một chi bướm đêm thuộc họ Noctuidae.